# Piers Gaveston Society

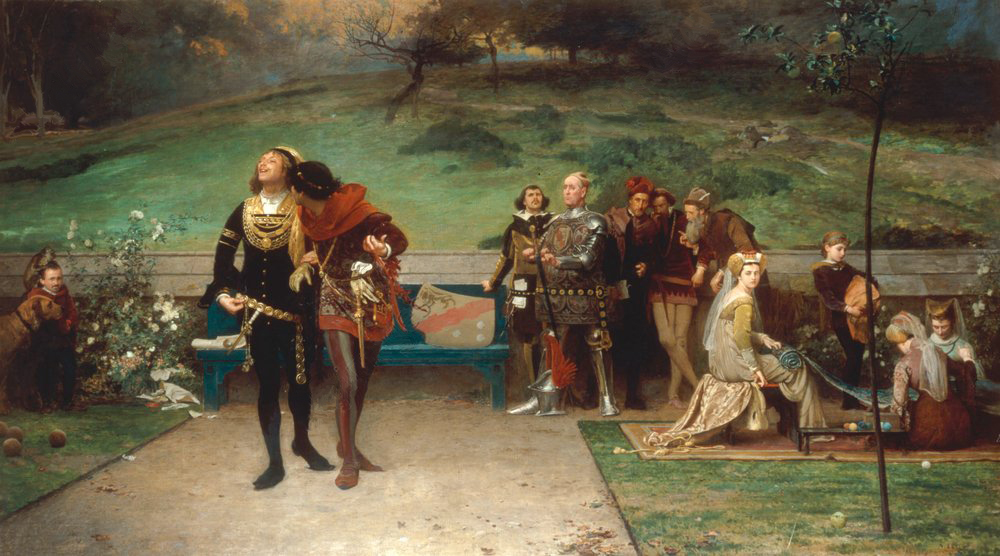
Eduardo II e seu favorito, Piers Gaveston por Marcus Stone, 1872.

Piers Gaveston Society é uma exclusivo clube para cavalheiros na Universidade de Oxford, com um quadro de membros limitado apenas para doze estudantes. Nomeada a partir do amor epônimo de Eduardo II da Inglaterra, seus membros têm a reputação de terem indulgência com entretenimentos bizarros e com excesso de sexo. As palavras mais freqüentemente associadas com a sociedade são "decadência" e "libertinagem".

## Membros notáveis
| Nome                         | Notável por… |
| ---------------------------- | --- |
| Hugh Grant                   | Ator. |
| Darius Guppy                 | Setenciado por fraude em 1993. Guppy também foi o padrinho de casamento de seu ex-melhor amigo, o irmão de Diana, princesa de Gales. |
| Conde Gottfried von Bismarck | Descendente de Otto von Bismarck. |
| Nathaniel Philip Rothschild  | Financiador, Membro da família Rothschild.                                                                                           |
| Tom Parker Bowles            | Afilhado do Charles, Príncipe de Gales.                                                                                              |